# Informix-4GL
Informix-4GL — мова програмування 4GL, розроблена Informix у середині 1980-х років.На момент першого випуску в 1986 році підтримувані платформи включали Microsoft Xenix (на IBM PC AT), DEC Ultrix (працює на Microvax II, VAX-11/750, VAX-11/785, VAX 8600), Altos 2086, AT&T 3B2, AT&T 3B5, AT&T 3B20 і AT&T Unix ПК.